# Presbytère de Chartrené
Le presbytère de Chartrené est un presbytère situé à Chartrené, en France.

## Localisation
Le presbytère est situé dans le département français de Maine-et-Loire, sur la commune de Chartrené.

## Historique
L'édifice et sa grange sont inscrits au titre des monuments historiques en 1984, pour leurs façades et leurs toitures.